# Cimarron (California)
Cimarron (in precedenza Heinlen) è una comunità non incorporata degli Stati Uniti d'America situata nella Contea di Kings, nello Stato della California. Si trova sulla Southern Pacific Railroad a una distanza di circa 2,4 km a ovest di Lemoore.